# Assassinio sull'Orient Express (colonna sonora)
Assassinio sull'Orient Express: Original Motion Picture Soundtrack è la colonna sonora del film Assassinio sull'Orient Express diretto da Kenneth Branagh. È composta da Patrick Doyle.
Il compositore, alla sua dodicesima collaborazione con il regista, ha deciso di dare alla musica un tono dal sapore retrò, in linea con l'ambientazione del film, mescolando vari generi: le varie tracce contengono sempre una rinnovata freschezza d'ispirazione, felicità inventiva e trasparenza di stile.
La colonna sonora ha ottenuto grandi apprezzamenti dalla critica: un sito a proposito della musica dice: «Ha acquistato un inconfondibile sapore retrò appena velato di umorismo molto british, ma più spesso avvolto in un neoromanticismo caloroso e fortemente comunicativo. Un commiato circolare, dunque, che chiude simmetricamente uno score accuratamente vintage ma anche lucidamente moderno». L'ultima traccia Never Forget è cantata dall'attrice Michelle Pfeiffer, su un testo di Branagh e arrangiamento dello stesso Doyle.

## Tracce
1. The Wailing Wall – 1:44
2. Jaffa to Stamboul – 1:28
3. Arrival – 2:04
4. The Orient Express – 1:31
5. Departure – 1:01
6. Judgement – 2:31
7. Touch Nothing Else – 2:52
8. MacQueen – 2:21
9. Twelve Stab Wounds – 2:49
10. The Armstrong Case – 1:22
11. Mrs. Hubbard – 1:36
12. This is True – 2:53
13. Keep Everyone Inside – 1:23
14. Confession – 1:50
15. Geography – 1:27
16. One Sharp Knife – 2:26
17. Ma Katherine – 1:12
18. True Identity – 2:11
19. Dr. Arbuthnot – 1:54
20. It is Time – 1:08
21. Justice – 9:32
22. Poirot – 2:42
23. Michelle Pfeiffer – Never Forget – 3:59
24. Orient Express Suite – 3:22